# Kanton Limoges-Beaupuy
Kanton Limoges-Beaupuy (francouzsky Canton de Limoges-Beaupuy) je francouzský kanton v departementu Haute-Vienne v regionu Limousin. Tvoří ho pouze část města Limoges.